# Andrène à deux taches
Andrena accepta
Espèce
L'Andrène à deux taches (Andrena accepta) est une espèce d'andrènes de la famille des Andrenidae. Cette espèce est présente en Amérique centrale et en Amérique du Nord,,.